# 하네 보엘
하네 보엘(덴마크어: Hanne Boel, 1957년 4월 11일 ~ )은 덴마크의 가수이다. 펑크 밴드 블래스트(Blast) 출신이다.

## 음반 목록

### 블래스트(Blast)의 음반
- 1983년 《Blast》
- 1986년 《Blast 2》
- 2005년 《Replay》

### 솔로 음반
- 1987년 《Shadow Of Love》 (Boel/Emborg/Winding/Riel)
- 1988년 《Black Wolf》
- 1990년 《Dark Passion》
- 1992년 《My Kindred Spirit》
- 1992년 《Kinda Soul》
- 1994년 《Misty Paradise》
- 1995년 《Best Of Hanne Boel》
- 1996년 《Silent Violence》
- 1998년 《Need》
- 1999년 《Strangely Disturbed》
- 2000년 《Boel & Hall》 (with Martin Hall)